# Nicolas Augustin Paillard
Pour les articles homonymes, voir Paillard.
Nicolas Augustin Paliard dit Paillard, né le 28 août 1756 à Donzy (Nièvre), mort le 8 mars 1832 à Entrains-sur-Nohain (Nièvre), est un général français de la Révolution et de l’Empire

## États de service
Nicolas Augustin Paliard, dit Paillard, naît le 28 août 1758 au faubourg de Villeneuve, à Donzy, et est baptisé le même jour. Il est le fils d'Edme Paillard, marchand tanneur, et de son épouse, Anne Suzanne Naulet.
Il entre en service le 17 mai 1775, comme fusilier dans le régiment des Gardes françaises. Il est caporal le 21 décembre 1778, sergent le 1er mai 1786, sergent-major le 20 mai 1789, et sous-lieutenant le 1er septembre suivant.
Le 1er octobre 1791, il est nommé lieutenant sans le 13e bataillon d’infanterie légère, devenue 13e demi-brigade d’infanterie. Sa conduite à l’armée de la Moselle, sous les ordres du général Beurnonville, lui mérité le 2 octobre 1793, les épaulettes de capitaine. Commandant avec intelligence pendant les huit mois de la campagne de 1792-1793, la division postée entre la Sarre et la Moselle, il est subitement promu au grade de général de brigade le 5 octobre 1793.
Passé à l’armée de Mayence, il commande la division de gauche, avec laquelle, il chasse l’ennemi de Consenheim, et s’empare du plateau de Mombach, sous le feu meurtrier de l’artillerie de la place et des batteries des îles de Saint-Pierre et de Saint-Jean. Il fait pendant cette journée 800 prisonniers, et il reste devant Mayence pendant tout le blocus. L’année suivante, il prend une part glorieuse au passage du Rhin, il prend successivement Constance, Meersburg, Lindau, et Bregenz.
De l’an V à l’an IX, il sert aux armées du Danube, d’Helvétie et des Grisons, sous les ordres des généraux Pichegru, Moreau, Jourdan, Masséna et Macdonald. En l’an VIII, il reçoit le commandement de la 4e division de l’armée du Danube, à la tête de laquelle il se fait remarquer à Andelfingen, où il fait 1 500 prisonniers. À la fin de la campagne des Grisons, le général Macdonald, lui confie le commandement du Tyrol méridional. 
De retour en France à l’issue du traité de Lunéville, il est mis en non activité le 23 septembre 1801, et le 23 septembre 1802, il est employé dans le département d’Ille-et-Vilaine. Il est fait chevalier de la Légion d’honneur le 11 décembre 1803, commandeur de l’ordre le 14 juin 1804 et électeur du département de la Nièvre.
Le 17 mars 1808, il est appelé au commandement de la 1re brigade d’infanterie du camp volant de Pontivy, et en 1810, il fait partie de l’armée d’Espagne. C'est à cette époque qu'il est créé baron de l'Empire. Il est placé alternativement les 8 et 27 mars, à la tête des 2e et 3e brigade de la division d’arrière garde. Il est mis en congé pour maladie le 9 décembre 1811.
Le 6 février 1812, il prend le commandement du département de l’Orne, qu’il échange le 9 juin suivant avec celui du Calvados. Le 11 mai 1813, il est appelé pour faire partie de la Grande Armée, et il est blessé grièvement le 27 août 1813, à la bataille de Dresde. Il est fait prisonnier le 12 septembre 1813 lors de son voyage de retour en France, et il est rendu à la liberté quelques jours après.
Lors de la Première Restauration, le roi Louis XVIII, le fait chevalier de Saint-Louis le 19 juillet 1814, et il est admis à la retraite le 24 décembre suivant.
Rappelé pendant les Cent-Jours, il prend le commandement du département du Doubs le 15 avril 1815, jusqu’au 17 août date de sa mis en retraite définitive.
Il meurt le 8 mars 1832 à Entrains, dans la Nièvre, ville dont il fut maire de 1817 à 1831.

## Distinctions

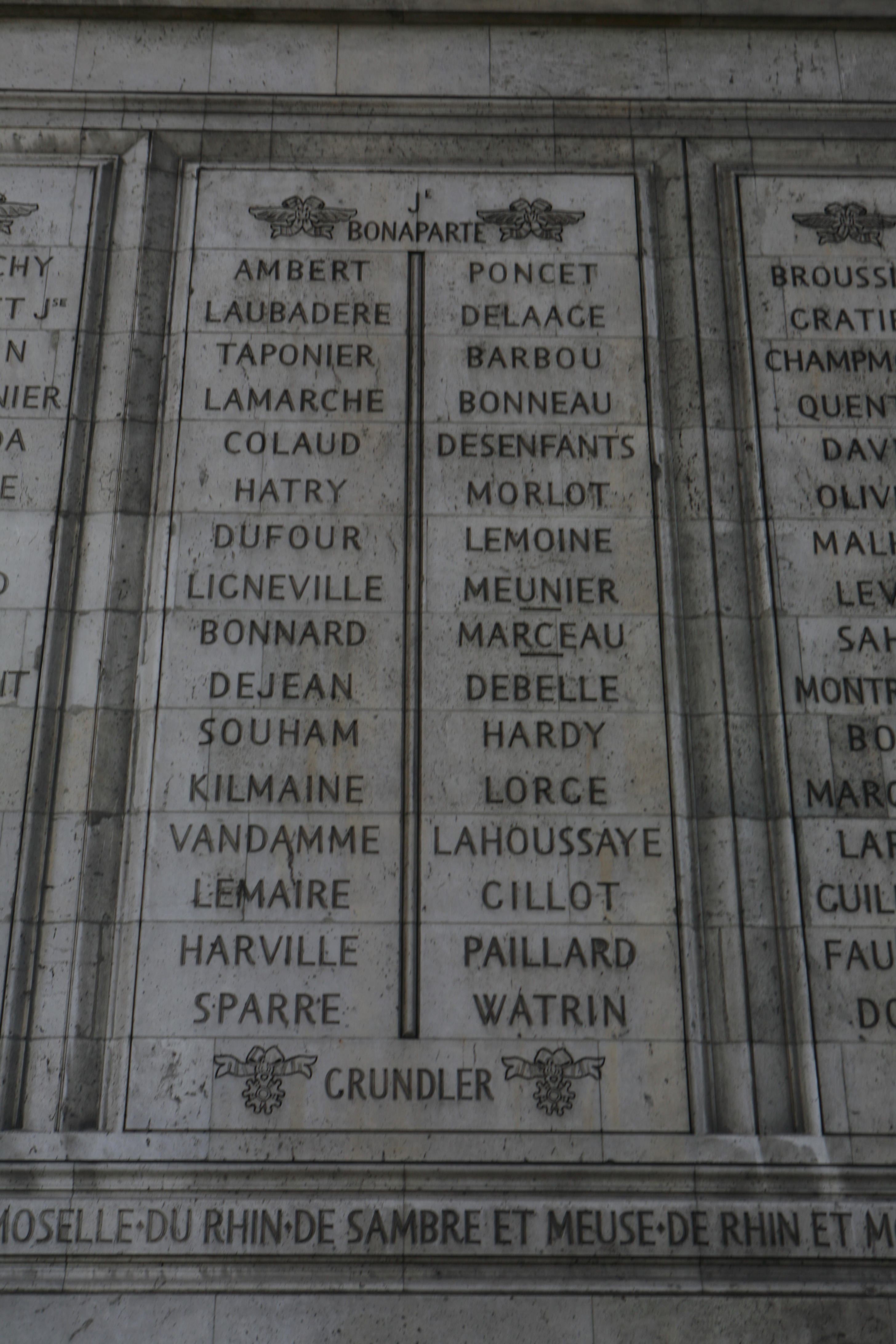
Noms gravés sous l'arc de triomphe de l'Étoile : pilier Nord, 5e et 6e colonnes.

Il fait partie des 660 personnalités à avoir leur nom gravé sous l'arc de triomphe de l'Étoile. Il apparaît sur la 6e colonne « PAILLARD ».

## Sources
- (en) « Generals Who Served in the French Army during the Period 1789 - 1814: Eberle to Exelmans »
- Thierry Pouliquen, « Les généraux français et étrangers ayant servis [sic] dans la Grande Armée » (consulté le 24 août 2014)
- « Cote LH/2036/3 », base Léonore, ministère français de la Culture
- A. Lievyns, Jean Maurice Verdot, Pierre Bégat, Fastes de la Légion-d'honneur, biographie de tous les décorés accompagnée de l'histoire législative et réglementaire de l'ordre, Bureau de l’administration, janvier 1844, 529 p. (lire en ligne), p. 402.
- Les papiers personnels de Nicolas-Augustin, baron Paliard, dit Paillard sont conservés aux Archives nationales sous la cote 122AP[5].
- Georges Six, Dictionnaire biographique des généraux & amiraux français de la Révolution et de l'Empire (1792-1814), Paris : Librairie G. Saffroy, 1934, 2 vol., p. 281